# Молжаниново (платформа)
Молжаниново (рос. Молжаниново) — залізнична платформа у Молжаниновському районі, на півночі Москви. До 31 січня 2020 мала назву «Планерна».
Платформа знаходиться на головному ходу Ленінградського напрямку Жовтневої залізниці, у складі лінії МЦД-3, між станціями Хімки та Новопідрєзково.
Має дві основні посадкові платформи на 1-й та 2-й коліях. На 3-й (середній) колії в 1990-і роки, під час ремонту ділянки лінії після зсуву, була споруджена додаткова коротка посадкова платформа на один вагон.
Для переходу між платформами використовується пішохідний тунель або настил з південного торця станції.